# Margaret Collins-O'Driscoll
Margaret Collins-O'Driscoll (1878 – 17 de junio de 1945) fue una política Cumann na nGaedheal irlandesa. Fue educada en el Baggot Street Training College, y fue docente y directora de escuelas antes de entrar a la política partidaria.
Fue primero electa a la Dáil Éireann por parte del Partido Cumann na nGaedheal Teachta Dála (TD) por la circunscripción Dublin Nortw en las elecciones generales 1923.
Fue reelegida en cada elección subsiguiente hasta que perdió su asiento en la elecciones generales 1933.

## Privado
Era la hermana del líder revolucionario Michael Collins. Y, su bisnieta es la actriz Dervla Kirwan.